# 贝沃奈
贝沃奈（法語：Bévenais，法語發音：[bevnɛ]）是法国伊泽尔省的一个市镇，位于该省中部偏西北，属于拉图尔迪潘区。

## 地理
贝沃奈（45°23'53"N, 5°23'22"E）面积14.08 平方千米，位于法国奥弗涅-罗讷-阿尔卑斯大区伊泽尔省，该省份为法国东南部内陆省份，北起顺时针与安省、萨瓦省、上阿尔卑斯省、德龙省、阿尔代什省、卢瓦尔省和罗讷省。
与贝沃奈接壤的市镇（或旧市镇、城区）包括：锡朗、拉弗雷特、大朗斯、隆日舍纳勒。

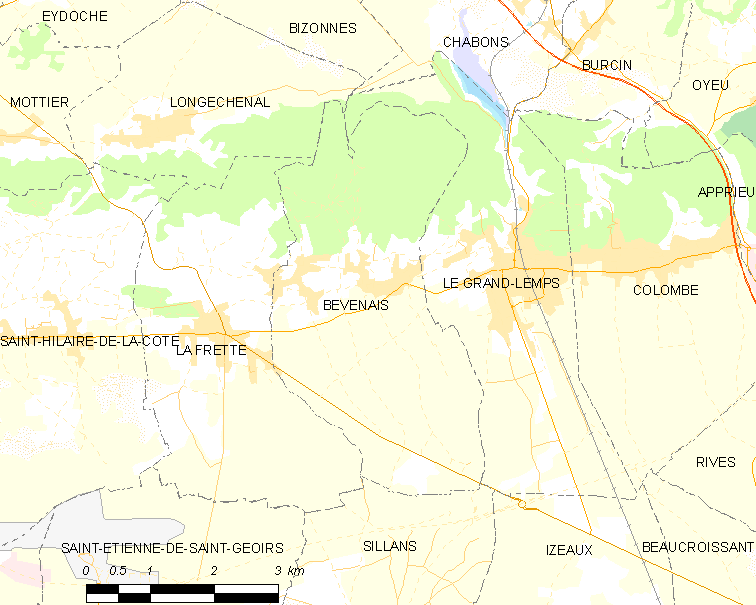
贝沃奈的OSM定位图

贝沃奈的时区为UTC+01:00、UTC+02:00（夏令时）。

## 行政
贝沃奈的邮政编码为38690，INSEE市镇编码为38042。

## 政治
贝沃奈所属的省级选区为大朗斯县。

## 人口

1962-2008年间贝沃奈人口变化图示

贝沃奈于2022年1月1日时的人口数量为1042人。